# Ines Doujak
Ines Doujak (* 1959 in Klagenfurt) ist eine österreichische Künstlerin, die mit den Mitteln von Installation, Fotografie und Konzeptkunst arbeitet. Sie nahm mit ihrer Arbeit Siegesgärten an der documenta 12 teil.

## Leben
Ines Doujak studierte an der Hochschule für angewandte Kunst Wien und erhielt dort ihr Diplom. In ihren Fotografien, Installationen und Performances untersucht sie Konstruktion und Rolle von Stereotypen in Bezug auf Geschlechterrolle und Rassismus. Ihre Arbeiten sind dabei von einer feministischen Perspektive geprägt. Als Teil ihrer ersten Einzelausstellung in der Wiener Secession nahm sie 2002 mit einem von ihr gestalteten Wagen an der Regenbogenparade teil, dem Wiener Pendant zum Christopher Street Day.
An der documenta 12 nahm sie mit der Arbeit Siegesgärten teil. Themen der Installation waren die neokoloniale Ausbeutung der natürlichen Ressourcen von Entwicklungsländern durch Aneignung von genetischer Vielfalt mittels Missbrauch des Patentschutzes auf Lebewesen sowie der Einsatz von genetisch veränderten Organismen in der Landwirtschaft mit der Folge der Abhängigmachung von vormals autarken Bauern. In einem auf Stelzen stehenden Pflanzkasten waren Samentüten an Pflanzstäben angebracht, die im Boden steckten. Auf den Samentüten wurden verschiedene Aspekte der Biopiraterie dargestellt.
Doujak wurde zuerst von der Wiener Galerie von Teresa Hohenlohe vertreten, seit 2007 ist sie in der Galerie Krobath Wimmer, ebenfalls Wien. 2007 erhielt Doujak den Preis der Stadt Wien für Bildende Kunst. 2017 wurde sie mit dem Würdigungspreis des Kulturpreises des Landes Kärnten ausgezeichnet. Sie lebt und arbeitet in Wien.

### Kontroversen in Spanien
Zu einer heftigen öffentlichen Debatte führte eine Pappmache-Skulptur der Künstlerin, die den nackten Ex-König Juan Carlos I. auf allen vieren beim Analverkehr mit der nackten bolivianischen Gewerkschaftsführerin Domitila Barrios zeigt, welche wiederum Analverkehr mit einem Deutschen Schäferhund hat. Die umstrittene Skulptur war auf der Biennale von São Paulo im Dezember 2014 erstmals gezeigt worden. Die Künstlerin sagte damals, das Werk solle „mit Machtbeziehungen spielen und diese untergraben“. Der Direktor des Museu d’Art Contemporani de Barcelona, Bartomeu Mari, bat die Kuratoren der Ausstellung Das Tier und der Souverän, das Werk nicht zu zeigen. Diese weigerten sich und forderten, entweder alle Werke zu zeigen oder die Ausstellung komplett abzusagen. Daraufhin entschuldigte sich Mari öffentlich und bot seinen Rücktritt an.

## Ausstellungen

### Einzelausstellungen (Auswahl)
- 2005: Ines Doujak - Dirty Old Women. Salzburger Kunstverein, Salzburg.[5]
- 2002: Ines Doujak - Vater Arsch.Wiener Secession, Wien.[6]

### Teilnahme an Gruppenausstellungen (Auswahl)
- 2010: Schönes Wohnen. Institut für Kunst im öffentlichen Raum Steiermark, Graz
- 2008: Bildpolitiken. Salzburger Kunstverein, Salzburg.[7]
- 2007: Franz West - Souffle, eine Massenausstellung. Kunstraum Innsbruck.[8]
- 2007: Lange nicht gesehen. Begegnungen mit dem Museum auf Abruf. MUSA - Museum auf Abruf, Wien.[9]
- 2007: documenta 12, Kassel. Gezeigt wurde die Arbeit Siegesgärten.[10]
- 2007: Normal Love: precarious sex, precarious work. Künstlerhaus Bethanien, Berlin.[11]
- 2005: Utopie: Freiheit. WUK - Kunsthalle Exnergasse, Wien.[12]
- 2004–2005: DIE REGIERUNG - How do we want to be governed? gezeigt im MACBA, Barcelona.[13] danach im Miami Art Central, Miami,[14] in der Wiener Secession, Wien,[15] und im Witte de With, Rotterdam.[16]
- 2003: Formen der Organisation. gezeigt an der HGB Leipzig[17] und im Kunstraum der Leuphana Universität Lüneburg.[18]
- 2002: Geschichte(n). Salzburger Kunstverein, Salzburg.[19]
- 2000: gouvernementalität. Alte Kestner Gesellschaft, Hannover.[20]
- 2000: Dinge, die wir nicht verstehen. Generali Foundation, Wien.[21]

## Auszeichnungen
- 2022: Österreichischer Kunstpreis für Bildende Kunst[22]